# Konstantin Kapıdağlı
Kapidağli Kostantin, celebrul pictor de pe lângă palatul otoman, în special în vremea lui Selim al III-lea (1789-1807), era de origine greacă. Nu se știe anul nașterii sale cât și împrejurările sau anul în care a murit. S-a născut în orașul Kyzikos din sudul peninsulei Kapidağ.

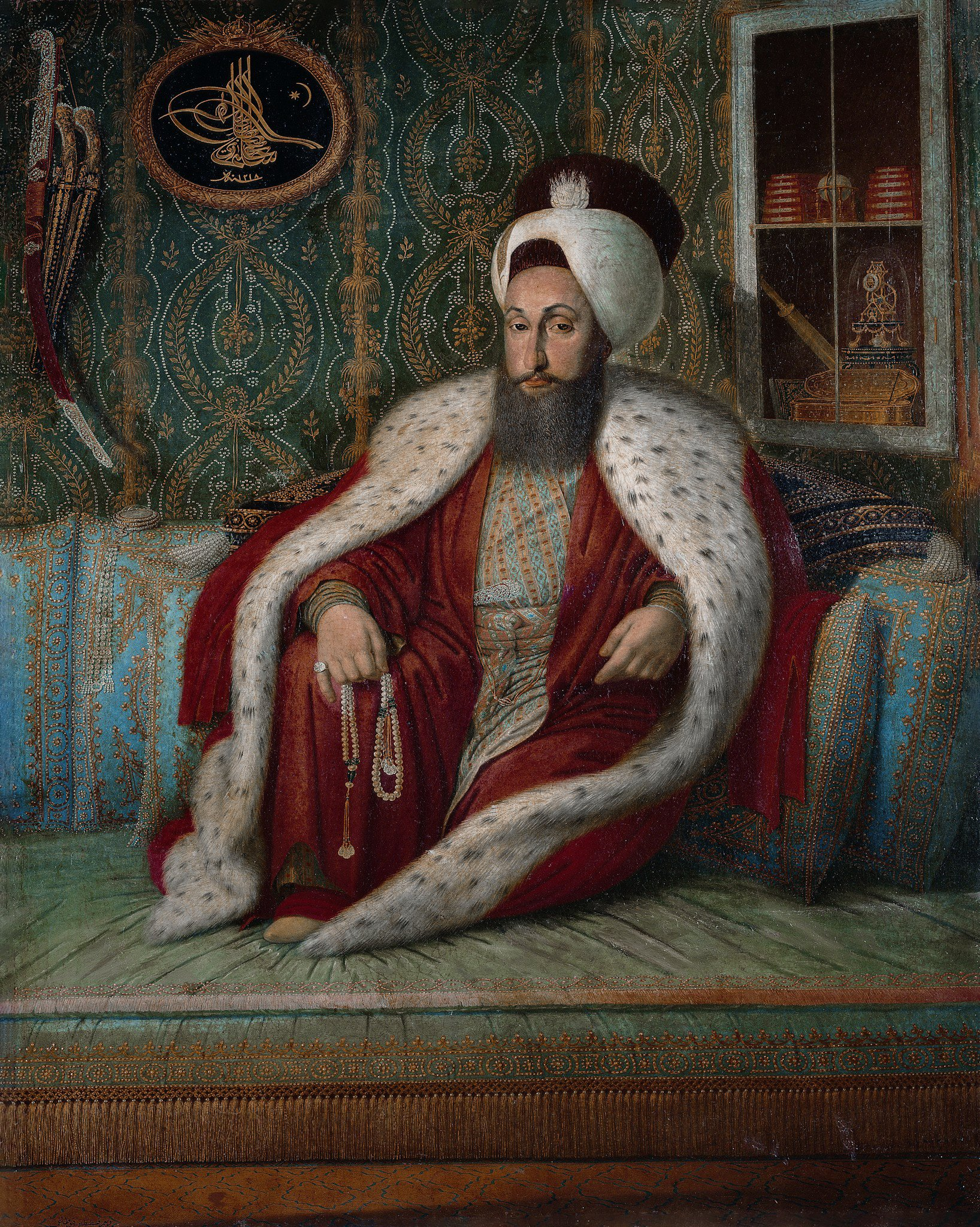
Konstantin Kapidagli, Portretul lui Selim al III-lea

Din picturile din perioada sa de început se observă că a continuat tradiția miniaturii aducând unele inovații, iar picturile din perioadă târzie a creației sale au schimbat formele iconografice și apropierea de pictura pe pânză, îndepărtându-se aproape complet de stilul miniatural.
Picturile sale în care trăsăturile miniaturale și aplicarea luminii, a umbrelor cât și a regulilor specifice artei din vest sunt combinate și de aceea sunt interesante întrucât reprezintă prototipurile tranziției de la arta miniaturală tradițională la operele pe pânză.
Două picturi ce se află într-un album din biblioteca palatului Topkapı, ce întruchipează fiecare câte un tânăr și o tânără, sunt considerate a fi primele sale opere.
Mai apoi a realizat portretul lui Selim al III-lea, care a fost încântat la vederea tabloului de mari dimensiuni pictat în ulei. În tablou, Selim al III-lea era așezat pe o canapea, ținând în mână niște mărgele de rugăciune. Acest tablou ce purta semnătura‚ Konstantiniye Kapıdağı și îl reprezenta pe sultan într-o poziție șezând ne duce cu gândul la portretele tradiționale, dar așezarea în cadru, aplicarea tehnicii de lumini și umbre demonstrează că artistul a apelat și la elemente specifice artei occidentale.
Ce mai importantă lucrare a sa, efectuată la comanda lui Selim al III-lea pentru palatul otoman este seria alcătuită din portretele celor 28 de padișahi care au fost la conducerea Imperiului Otoman, începând cu Osman I Gazi. Seria originală care îi înfățișa pe sultani avea 38 x 26 cm și era realizată în tehnica picturii în guașă. În această serie sultanii sunt încadrați în medalioane. Această serie a fost trimisă la Londra în vederea gravurii, la instrucțiunile sultanului Selim al III-lea. După coborârea de la tron a sultanului Selim al III-lea gravurile au fost finalizate abia în vremea sultanului Mahmud al II-lea din ordinul acestuia în anul 1815 de către John Young, ce le-a reunit pe acestea sub forma unui album. Portretele lui Mustafa al IV-lea și Mahmud al II-lea au fost adăugate ulterior în opera cunoscută sub numele de „Albumul Young”. În acest album există și alte picturi care îi sunt atribuite lui Konstantin Kapıdağlı. Dintre acestea putem menționa portretul lui Selim al III-lea în care a făcut uz de încadrarea în medalion, precum și alte două portrete al căror protagonist a fost același sultan. În primul dintre aceste picturi sultanul era înfățișat în conacul său de marmura, iar în cealaltă era așezat pe tronul său de aur, în fața Porții Fericirii de la palatul Topkapı, cu ocazia unor sărbători religioase de mare însemnătate.
Înainte de realizarea acestei serii,  portretul-bust al lui Selim al III-lea, realizat de către Kostantin a fost trimis la Londra unde a fost gravat și tipărit în anul 1793 de către Schiavonetti. Într-o perioadă în care toți regii Europei puneau să li se realizeze portretele ca un simbol al puterii și în care oferirea de portrete ca dar era o modă, se înțelege că acest portret, tipărit în numeroase ediții alb-negru și color și seria Young au fost comandate în vederea promovării dinastiei otomane în Europa. Această nouă iconografie, utilizată în toate portretele din serie, au reprezentat un model pentru portretele padișahilor otomani, realizate mai târziu. În timp ce în seriile de portrete anterioare padișahii erau redați în poziția șezând, ca o noutate importantă, în această serie padișahii apar într-un stil mai occidental, în picioare, semi-bust și profil ¾. O altă noutate era reprezentată de medalionul în formă ovală și descrierea făcută fiecărui padișah. În ceea ce privește fizionomiile și vestimentația padișahilor se observă că s-au utilizat ca model portretele „Kebir Musavve Silsilename” realizată de Levni. De asemenea, se observă atenția deosebită pe care artistul o acorda detaliilor vestimentare în portretele pe care le picta.
Mai mult decât atât, Konstantin Kapıdağlı este recunoscut pentru realizarea frescelor de pe pereții incintei haremului din cadrul Palatului Topkapı cât și pentru mirificele ilustrări ale peisajelor din Istanbul.
Imaginea Istanbulului realizată de Konstantin Kapığlı apare și în poeziile scrise de Selim al III-lea sub pseudonimul `Ilhami`, precum și în opera „Divan- Ilhami`den Muntehab” care cuprinde poezii scrise de către alți poeți în cinstea lui Selim al III-lea. În opera care cuprinde 21 de file se regăsesc imagini ale Istanbulului alături de imagini realiste reprezentând fructe și flori. Aceste picturi îi sunt atribuite lui Kapıdağlı Kostantin datorită liniilor delicate ale pensulei și în special datorită stilului în care a fost redată bolta cerească, acoperită în mare parte de nori mari.

## Pictura în Imperiul Otoman
Istanbulul, care a fost timp de 1600 de ani capitala a două mari imperii, precum Imperiul Roman de Răsărit și cel Otoman, prin importanța sa strategică și prin topografia sa de o frumusețe fără seamăn a reprezentat în toate epocile punctul de interes pentru Orient și Occident.
Primele imagini cu Istanbulul realizate de pictorii occidentali au fost imaginile panoramice reprezentând Sarayburnu. 
Aceste imagini, realizate într-un stil realist și dintr-o perspectivă bazată pe observații, reprezintă documentele vizuale ale Istanbulului secolului al XVI-lea. Și descrierile Istanbulului în stil miniaturist de către miniaturiștii otomani descriu Istanbulul într-un stil deosebit.
După cucerirea Istanbulului, prin apropierea geografică a Orientului și Occidentului și prin intermediul intelectualilor care au emigrat din Bizanț în Occident, s-a născut dorința de a cunoaștere a Orientului, iar în picturile europene din secolul al XVI-lea au început să apară motive legate de viața din Orient. Începând cu secolul al XVII-lea călătoriile organizate de turiștii și pictorii occidentali cu scopul descoperirii noilor regiuni, viteza cu care progresau studiile arheologice și științifice în secolele al XVIII-lea și al XIX-lea, dezvoltarea condițiilor de călătorie, cunoașterea mai îndeaproape a culturii otomane prin intermediul expozițiilor internaționale și prin influența romantismului au contribuit la dezvoltarea artei în Imperiul Otoman al acelor timpuri. În secolul al XVIII-lea și al XIX-lea în anturajul ambasadorilor, împreună cu turiștii ori pe cont propriu, la Istanbul au venit un număr mare de pictori. Tehnicile tipografice, care au început sa fie utilizate în Europa în această perioadă, au condus la posibilitatea răspândirii descrierilor realizate de către acești pictori prin intermediul albumelor gravate și al călătoriilor. Aceste tehnici au făcut posibilă apariția Orientalismului în secolul al XIX-lea. Picturile în ulei și în apă reprezentând Istanbulul au participat la expozițiile de pictură din Europa pe tema Orientalismului și s-au bucurat de un mare interes.
Ca o concluzie, așa cum a fost și în trecut, dar cum este și în zilele noastre, prin structura cosmopolită formată de oameni din diverse nații, prin diversitatea culturală, prin monumentele arhitecturale, tradiții, natura unică, imaginile pitorești și prin simbolurile neschimbate, Istanbulul a fost timp de secole și continuă să rămână inspirația pictorilor.

## Legături externe
- en Biografie la
- en Biografie la